# António Amaral
António Jorge Rodrigues Amaral, noto semplicemente come António Amaral (Lisbona, 20 giugno 1955), è un allenatore di calcio ed ex calciatore portoghese, di ruolo portiere.

## Palmarès

### Club

#### Competizioni nazionali
- Campionato portoghese: 1

Porto: 1985-1986
- Coppa del Portogallo: 1

Porto: 1983-1984
- Supercoppa di Portogallo: 2

Porto: 1983, 1986